# Olli Caldwell
Oliver "Olli" Caldwell (ur. 11 czerwca 2002 w Hampshire) – brytyjski kierowca wyścigowy. W 2022 roku dołączył do juniorskiego zespołu Alpine oraz dołączył do stawki Formuły 2 w zespole Campos Racing.

## Wyniki
| Legenda oznaczeń w tabelach wyników Wyświetl szablon na nowej stronie | Legenda oznaczeń w tabelach wyników Wyświetl szablon na nowej stronie                                                                     |
| Oznaczenie                                                            | Wyjaśnienie |
| --------------------------------------------------------------------- | --- |
| Złoty                                                                 | Zwycięzca lub mistrzostwo |
| Srebrny                                                               | 2. miejsce lub wicemistrzostwo |
| Brązowy                                                               | 3. miejsce lub II wicemistrzostwo |
| Zielony                                                               | Ukończył, punktował (w klasyfikacji generalnej, gdy zdobył co najmniej jeden punkt na przestrzeni sezonu, poza trzema powyższymi opcjami) |
| Niebieski                                                             | Ukończył, nie punktował (w klasyfikacji generalnej, gdy nie zdobył co najmniej jednego punktu na przestrzeni sezonu)                      |
| Czerwony                                                              | Nie zakwalifikował się (NZ) |
| Czerwony                                                              | Nie prekwalifikował się (NPK) |
| Różowy                                                                | Nie ukończył (NU) |
| Różowy                                                                | Niesklasyfikowany (NS) (w klasyfikacji generalnej, gdy nie został sklasyfikowany w żadnym wyścigu sezonu)                                 |
| Czarny                                                                | Zdyskwalifikowany (DK) |
| Czarny                                                                | Wykluczony (WYK/EX) |
| Biały                                                                 | Nie wystartował (NW) |
| Biały                                                                 | Kontuzjowany (K/INJ) |
| Biały                                                                 | Wyścig odwołany (OD/C) |
| Bez koloru                                                            | Został wycofany (WYC/WD) |
| Bez koloru                                                            | Nie przybył (NP/DNA) |
| Bez koloru                                                            | Nie brał udziału w treningach (NT/DNP) |
| Bez koloru                                                            | Nie został zgłoszony (–) |
| Pogrubienie                                                           | Start z pole position |
| Kursywa                                                               | Najszybsze okrążenie wyścigu |
| †                                                                     | Nie ukończył, ale jego rezultat został zaliczony ze względu na przejechanie więcej niż 90% dystansu wyścigu.                              |
| *                                                                     | Sezon w trakcie |
| 1/2/3                                                                 | Punktowana pozycja w sprincie kwalifikacyjnym                                                                                             |
| Lista systemów punktacji Formuły 1                                    | |

### Podsumowanie
| Sezon   | Seria                                     | Zespół                       | Starty | P1 | PP | NO | Podia | Punkty | Pozycja |
| ------- | ----------------------------------------- | ---------------------------- | ------ | -- | -- | -- | ----- | ------ | ------- |
| 2016    | Ginetta Junior Championship               | JHR Developments             | 13     | 0  | 0  | 0  | 0     | 105    | 19      |
| 2017    | Brytyjska Formuła 4                       | TRS Arden                    | 17     | 0  | 0  | 0  | 0     | 39     | 14      |
| 2017    | Włoska Formuła 4                          | BWT Mücke Motorsport         | 15     | 0  | 0  | 0  | 0     | 10     | 11      |
| 2017    | Niemiecka Formuła 4                       | ADAC Berlin-Brandenburg e.V. | 6      | 0  | 0  | 0  | 0     | 0      | NS†     |
| 2017/18 | Formuła 4 ZEA                             | Silberpfeil Energy Dubai     | 8      | 3  | 1  | 1  | 4     | 123    | 7       |
| 2018    | Niemiecka Formuła 4                       | Prema Powerteam              | 21     | 1  | 0  | 0  | 4     | 125    | 7       |
| 2018    | Włoska Formuła 4                          | Prema Theodore Racing        | 21     | 4  | 3  | 2  | 11    | 262    | 3       |
| 2018    | 12h Gulf - klasa GT4                      | Bullit Racing                | 2      | 2  | 0  | 1  | 2     | n.d.   | 1       |
| 2019    | Formula Regional European Championship    | Prema Powerteam              | 24     | 1  | 1  | 0  | 7     | 213    | 5       |
| 2019    | Grand Prix Makau                          | Trident Motorsport           | 1      | 0  | 0  | 0  | 0     | n.d.   | NU      |
| 2020    | Formuła 3                                 | Trident                      | 18     | 0  | 0  | 0  | 0     | 18     | 16      |
| 2021    | Formuła 3                                 | Prema Racing                 | 20     | 1  | 0  | 1  | 4     | 93     | 8       |
| 2021    | World Endurance Championship - klasa LMP2 | ARC Bratislava               | 1      | 0  | 0  | 0  | 0     | 1      | 31      |
| 2021    | Formuła 2                                 | Campos Racing                | 6      | 0  | 0  | 1  | 0     | 0      | 26      |
| 2022    | Formuła 2                                 | Campos Racing                | 24     | 0  | 0  | 0  | 0     | 12*    | 21*     |

† - Jako gość nie mógł zdobywać punktów.

### Formuła 3
| Rok  | Zespół       | Wyniki w poszczególnych eliminacjach | Wyniki w poszczególnych eliminacjach | Wyniki w poszczególnych eliminacjach | Wyniki w poszczególnych eliminacjach | Wyniki w poszczególnych eliminacjach | Wyniki w poszczególnych eliminacjach | Wyniki w poszczególnych eliminacjach | Wyniki w poszczególnych eliminacjach | Wyniki w poszczególnych eliminacjach | Wyniki w poszczególnych eliminacjach | Wyniki w poszczególnych eliminacjach | Wyniki w poszczególnych eliminacjach | Wyniki w poszczególnych eliminacjach | Wyniki w poszczególnych eliminacjach | Wyniki w poszczególnych eliminacjach | Wyniki w poszczególnych eliminacjach | Wyniki w poszczególnych eliminacjach | Wyniki w poszczególnych eliminacjach | Wyniki w poszczególnych eliminacjach | Wyniki w poszczególnych eliminacjach | Wyniki w poszczególnych eliminacjach | Punkty | Pozycja |
| ---- | ------------ | ------------------------------------ | ------------------------------------ | ------------------------------------ | ------------------------------------ | ------------------------------------ | ------------------------------------ | ------------------------------------ | ------------------------------------ | ------------------------------------ | ------------------------------------ | ------------------------------------ | ------------------------------------ | ------------------------------------ | ------------------------------------ | ------------------------------------ | ------------------------------------ | ------------------------------------ | ------------------------------------ | ------------------------------------ | ------------------------------------ | ------------------------------------ | ------ | ------- |
| 2020 | Trident      | RBR                                  | RBR                                  | RBR                                  | RBR                                  | HUN                                  | HUN                                  | SIL                                  | SIL                                  | SIL                                  | SIL                                  | CAT                                  | CAT                                  | SPA                                  | SPA                                  | MNZ                                  | MNZ                                  | MUG                                  | MUG                                  |                                      |                                      |                                      | 18     | 16      |
| 2020 | Trident      | 20                                   | 19                                   | 5‡                                   | 6                                    | 21                                   | 18                                   | NU                                   | 26                                   | 21                                   | 22                                   | 20                                   | NU                                   | 7                                    | 11                                   | NU                                   | 9                                    | 17                                   | 16                                   |                                      |                                      |                                      | 18     | 16      |
| 2021 | Prema Racing | CAT                                  | CAT                                  | CAT                                  | LEC                                  | LEC                                  | LEC                                  | RBR                                  | RBR                                  | RBR                                  | HUN                                  | HUN                                  | HUN                                  | SPA                                  | SPA                                  | SPA                                  | ZAN                                  | ZAN                                  | ZAN                                  | SOC                                  | SOC                                  | SOC                                  | 93     | 8       |
| 2021 | Prema Racing | 6                                    | 1                                    | 4                                    | 10                                   | 4                                    | NU                                   | 2                                    | 9                                    | 3                                    | 2                                    | 29                                   | 8                                    | 16                                   | 15                                   | 11                                   | 10                                   | 6                                    | 14                                   | 17                                   | OD                                   | 10                                   | 93     | 8       |

### Formuła 2
| Rok  | Zespół        | Wyniki w poszczególnych eliminacjach | Wyniki w poszczególnych eliminacjach | Wyniki w poszczególnych eliminacjach | Wyniki w poszczególnych eliminacjach | Wyniki w poszczególnych eliminacjach | Wyniki w poszczególnych eliminacjach | Wyniki w poszczególnych eliminacjach | Wyniki w poszczególnych eliminacjach | Wyniki w poszczególnych eliminacjach | Wyniki w poszczególnych eliminacjach | Wyniki w poszczególnych eliminacjach | Wyniki w poszczególnych eliminacjach | Wyniki w poszczególnych eliminacjach | Wyniki w poszczególnych eliminacjach | Wyniki w poszczególnych eliminacjach | Wyniki w poszczególnych eliminacjach | Wyniki w poszczególnych eliminacjach | Wyniki w poszczególnych eliminacjach | Wyniki w poszczególnych eliminacjach | Wyniki w poszczególnych eliminacjach | Wyniki w poszczególnych eliminacjach | Wyniki w poszczególnych eliminacjach | Wyniki w poszczególnych eliminacjach | Wyniki w poszczególnych eliminacjach | Wyniki w poszczególnych eliminacjach | Wyniki w poszczególnych eliminacjach | Wyniki w poszczególnych eliminacjach | Wyniki w poszczególnych eliminacjach | Punkty | Pozycja |
| ---- | ------------- | ------------------------------------ | ------------------------------------ | ------------------------------------ | ------------------------------------ | ------------------------------------ | ------------------------------------ | ------------------------------------ | ------------------------------------ | ------------------------------------ | ------------------------------------ | ------------------------------------ | ------------------------------------ | ------------------------------------ | ------------------------------------ | ------------------------------------ | ------------------------------------ | ------------------------------------ | ------------------------------------ | ------------------------------------ | ------------------------------------ | ------------------------------------ | ------------------------------------ | ------------------------------------ | ------------------------------------ | ------------------------------------ | ------------------------------------ | ------------------------------------ | ------------------------------------ | ------ | ------- |
| 2021 | Campos Racing | BHR                                  | BHR                                  | BHR                                  | MON                                  | MON                                  | MON                                  | BAK                                  | BAK                                  | BAK                                  | SIL                                  | SIL                                  | SIL                                  | MNZ                                  | MNZ                                  | MNZ                                  | SOC                                  | SOC                                  | SOC                                  | JED                                  | JED                                  | JED                                  | YAS                                  | YAS                                  | YAS                                  |                                      |                                      |                                      |                                      | 0      | 26      |
| 2021 | Campos Racing | –                                    | –                                    | –                                    | –                                    | –                                    | –                                    | –                                    | –                                    | –                                    | –                                    | –                                    | –                                    | –                                    | –                                    | –                                    | –                                    | –                                    | –                                    | 18                                   | 12                                   | 16                                   | 20                                   | 15                                   | 18                                   |                                      |                                      |                                      |                                      | 0      | 26      |
| 2022 | Campos Racing | BHR                                  | BHR                                  | JED                                  | JED                                  | IMO                                  | IMO                                  | CAT                                  | CAT                                  | MON                                  | MON                                  | BAK                                  | BAK                                  | SIL                                  | SIL                                  | RBR                                  | RBR                                  | LEC                                  | LEC                                  | HUN                                  | HUN                                  | SPA                                  | SPA                                  | ZAN                                  | ZAN                                  | MNZ                                  | MNZ                                  | YAS                                  | YAS                                  | 12*    | 21*     |
| 2022 | Campos Racing | 19†                                  | 17                                   | 14                                   | 16                                   | 17                                   | 13                                   | 13                                   | 14                                   | 16                                   | 15                                   | 19                                   | NU                                   | 18                                   | 17                                   | 17                                   | 6                                    | 18                                   | 13                                   | 10                                   | 20                                   | –                                    | –                                    | NU                                   | 8                                    | NU                                   | NU                                   |                                      |                                      | 12*    | 21*     |